# Veronica sibthorpioides
Veronica sibthorpioides Debeaux ex Degen & Herv. – gatunek rośliny należący do rodziny babkowatych (Plantaginaceae). Drobny gatunek w obrębie gatunku zbiorowego – przetacznika bluszczykowego V. hederifolia aggr. Występuje w południowo-wschodniej Hiszpanii i północno-zachodniej Afryce – od Maroka na zachodzie do Tunezji na wschodzie. Jest to roślina jednoroczna rosnąca w szczelinach skał i na górskich pastwiskach, w miejscach nawożonych odchodami bydła i chronionych przed zgryzaniem przez kolczaste rośliny.
Liczba chromosomów 2n = 28, 30.

## Morfologia
Roślina zielna o łodydze płożącej lub podnoszącej się, osiągającej długość od kilku do 35 cm, pojedynczej lub rozgałęzionej. Liście skrętoległe, trójkątne do zaokrąglonych, osiągają do 25 mm szerokości i długości, podzielone są na 3–5 klap. Kwiaty wyrastają pojedynczo w pachwinach liści osadzone na owłosionych i bardzo krótkich szypułkach (od 1 do 5 mm długości) – nie dłuższych od kielicha. Kielich z orzęsionymi na brzegu czterema szerokosercowatymi działkami, poza tym nagimi lub rzadko owłosionymi. Korona złożona z czterech drobnych płatków – osiąga 2–4 mm średnicy. Płatki są barwy białawoniebieskiej. Owocami są kulistawe torebki osiągające do 5 mm długości i szerokości, zawierające zazwyczaj cztery nasiona.

## Systematyka
Takson należy do rodzaju przetacznik Veronica do podrodzaju Cochlidiosperma (Rchb.) M. M. Mart. Ort. & Albach obejmującego 12 gatunków. W obrębie sekcji jest jednym z pięciu gatunków tworzących podsekcję subsect. Cochlidiosperma (Rchb.) Albach, które przez znaczną część XX wieku i czasem też jeszcze w XXI wieku klasyfikowane są jako szeroko ujmowany przetacznik bluszczykowy V. hederifolia sensu lato (w takim ujęciu opisywany gatunek stanowi podgatunek V. hederifolia subsp. sibthorpioides (Debeaux ex Degen & Herv.) Walters).